# Tarantelluccia
 Tarantelluccia è una canzone in lingua napoletana, composta da Rodolfo Falvo per la musica e il testo a cura di Ernesto Murolo e fu pubblicata nel 1907.
Questa canzone è un autentico "Inno all'amore", e nei primi versi del ritornello c'è il concetto più importante:
il significato è semplice e chiaro: quando ci si ama, anche le cose difficili diventano facili ed è il trionfo dell'amore!